# カリヴァティ・タワケ
カリヴァティ・タワケ（Kalivati Tawake、1988年11月16日 - ）は、フェデラル1CAペリグーに所属するラグビーユニオン選手。

## プロフィール
- フィジー・ラウトカ出身[1]。
- ポジションはプロップ(PR)。
- 身長 182cm、体重 132kg
- フィジー代表キャップは13（2022年1月現在）でラグビーワールドカップ2019のフィジー代表に選ばれた[2]。

## 略歴
フィジアン・ドゥルア、ノーストン・サバーブス、ワラターズ、ビアリッツ・オランピックを経て、2020年、CAペリグーに加入。